# Tatort: Maleficius
Maleficius ist ein Fernsehfilm aus der Krimireihe Tatort. Der vom SWR produzierte Beitrag wurde am 8. September 2019 im Ersten ausgestrahlt. In dieser 1102. Tatort-Folge ermittelt die Ludwigshafener Kommissarin Lena Odenthal ihren 69. Fall.

## Handlung
Am Ufer des Rheins steht ein Rollstuhl; vom Besitzer Lukas Pirchner fehlt jede Spur, seine Brieftasche hat er zurückgelassen. Lena Odenthal und Johanna Stern untersuchen die Krankengeschichte des Verschwundenen, der seit einem Autounfall querschnittgelähmt war, und halten einen Selbstmord für wahrscheinlich. Man erforscht sein Umfeld und stößt auf einen Club von sportlichen Automobilfreunden. Der Boss dieser Gruppe, Ali Kaymaz, bezeichnet Pirchner als Freund. Jedoch wird im Rhein nicht die Leiche des Gelähmten gefunden, sondern die einer Ärztin. Ihre Spur führt zu einem ehrgeizigen Mediziner, der wegen waghalsiger Experimente eine renommierte Forschergruppe verlassen musste. Professor Bordauer bekennt sich als Transhumanist, der bewusst mit künstlicher Intelligenz neue Möglichkeiten schaffen will. Indem er beispielsweise Patienten neuartige Platinen implantiert, will er schwere Depressionen lindern und Demenz bekämpfen. Er räumt ein, dass Pirchner ihn aufgesucht habe. Er habe ihm aber nicht helfen können.
Der Klinikpfarrer Ellig war von der ermordeten Ärztin Dr. Anzell ins Vertrauen gezogen worden, wird aber nun in seiner Kapelle bestialisch ermordet aufgefunden. Kaymaz berichtet Johanna Stern, dass er Pirchner in die Klinik gebracht habe und dass Pirchner ihn gebeten habe, den Rollstuhl am Rhein abzustellen. Die Anzeichen mehren sich, dass Pirchner am Leben ist und sich in der Obhut der Klinik befindet. Kommissarin Odenthal will ihn dort aufspüren. 
Sie erwirkt einen Durchsuchungsbeschluss für das Institut von Bordauer. Dort findet sie keine Patienten vor. Lena Odenthal bleibt nach der Durchsuchung in dem Institut zurück und versteckt sich. Sie wird entdeckt und überwältigt. Der Professor und seine Assistentin Malina wollen nun an ihr gleichfalls ein „Experiment“ verüben, um ihr Gedächtnis auszuschalten. Als auch Kollegin Stern in der Klinik eintrifft, unterstützt von den Autofreunden, müssen diese miterleben, dass Pirchner sich mit Hilfe einer aufwändigen Maschine – eines Exoskeletts – selbstbestimmt bewegen kann. Schließlich ist er geständig, beide Mitwisser getötet zu haben, während der Professor selber zum „Patienten“ eines Kollegen wird, der an ihm experimentiert.

## Hintergrund
Der Film wurde vom 23. Mai 2018 bis zum 22. Juni 2018 zu großen Teilen in der früheren, jetzt leerstehenden Paracelsus-Klinik Karlsruhe-Durlach und Umgebung gedreht.

## Rezeption

### Kritiken
„'Terminator'-Feeling im ‚Tatort‘, das ist doch mal was. Das Problem: Man weiß manchmal nicht, wo dieser Krimi eigentlich hin will. Erst werden in ihm fasziniert die Möglichkeiten der Neurotechnik begutachtet, dann malmt sich der Film zu einer Art Menschheitsdämmerung. […] Aber bitte nicht zu früh ausschalten: Auf den letzten Metern nimmt dieser bis dahin auf der Stelle rasende ‚Tatort‘ dann doch noch Fahrt auf.“

### Einschaltquote
Die Erstausstrahlung von Maleficius am 8. September 2019 wurde in Deutschland von 7,74 Millionen Zuschauern gesehen und erreichte einen Marktanteil von 23,4 % für Das Erste.